# Scurano
Scurano è una frazione del comune di Neviano degli Arduini, in provincia di Parma.
La località dista 8,87 km dal capoluogo.

## Geografia fisica

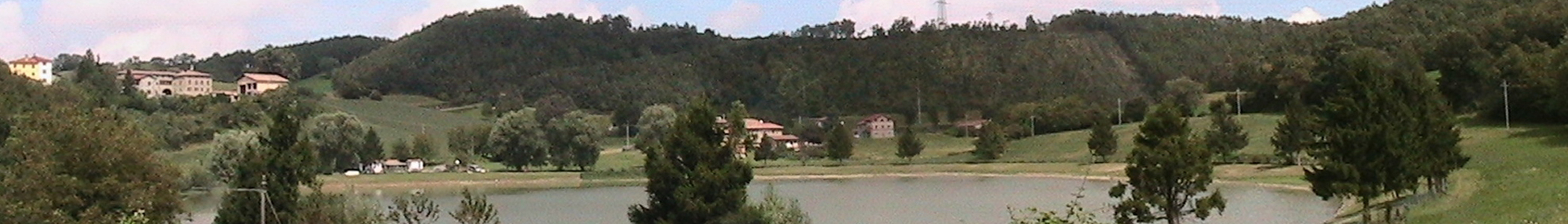
Lago di Scurano

I nuclei abitati che compongono la frazione di Scurano, posta in media alla quota di 650 m s.l.m., sorgono in una conca circondata da rilievi boscosi, tra cui il monte Fuso a nord-ovest e il monte Castellaro a sud; la vallata, arricchita da due piccoli laghi posti tra i terreni coltivati, si affaccia sulla riva sinistra del torrente Enza.

## Origini del nome
Il toponimo della località deriva dal latino scurus od obscurus, ossia "ombroso", probabilmente volgarizzato in epoca longobarda col significato di "luogo protetto e chiuso", grazie alla cortina di fitti boschi che soprattutto in età altomedievale circondavano la zona. Secondo la leggenda, l'origine del nome sarebbe invece legata alla fondazione del villaggio da parte di un generale romano della famiglia degli Scauri, all'epoca della costruzione della via Aemilia.

## Storia
Il territorio di Scurano risultava abitato già in epoca romana, come testimoniato dal ritrovamento di alcuni frammenti di mattoni d'età imperiale in località Corchio.
Tra il V e l'VIII secolo la zona appartenne al Regno dei Longobardi, per essere in seguito assorbita dal Regno dei Franchi. Verso la fine del IX secolo l'importante famiglia Attoni, di origine longobarda, estese il proprio dominio sulla zona, che entrò a far parte del Margraviato di Toscana.
Il borgo fu fondato in epoca altomedievale; la più antica testimonianza dell'esistenza di Scuriano risale all'8 marzo 991, quando la località fu menzionata in un atto di vendita di beni da parte di Prangarda, figlia del marchese Adalberto Atto di Canossa e moglie del marchese Maginfredo, al diacono della pieve di Borgo San Donnino.
Nell'XI secolo fu eretta nel centro abitato la pieve, che sarebbe stata menzionata in documenti a partire dal 1230.
Il grande marchesato si frantumò nel 1115 alla morte della contessa Matilde di Canossa, ultima erede della casata, e l'area divenne parte del feudo della potente famiglia Da Correggio, la cui investitura su Scurano e sulla vicina Bazzano fu confermata dai Visconti nel 1354.
A presidio della zona, i Da Correggio eressero alle pendici del monte Castellaro una fortezza, che nel 1403 fu conquistata e data alle fiamme dalle truppe di Ottobuono de' Terzi, comandate dal fratello Giacomo e dai loro alleati Avogari.
Nel 1409 Galasso Da Correggio riconquistò la zona e riedificò sul luogo del castello una possente torre fortificata. Nel 1474, dopo la morte senza figli del fratello Manfredo, i suoi feudi parmensi situati lungo l'Enza, tra cui Brescello, Castelnovo, Bazzano e Scurano, furono assorbiti dalla Camera Ducale di Milano, che ne investì l'allora duca di Mortara Ludovico Sforza.
Nel 1479, nel timore di possibili attacchi alla città di Parma da parte degli abitanti di Scurano dopo il lungo periodo di dominio da parte dei Da Correggio, fu ordinata la demolizione della fortificazione dallo Sforza, che dopo poco tempo cedette i feudi lungo l'Enza al duca di Ferrara Ercole I d'Este in cambio di Castelnuovo di Tortona. Nello stesso anno, l'Estense fece fortificare il territorio di Scurano, probabilmente edificando la bastia difensiva affidata alla famiglia Fattori.
Tuttavia, i primi problemi riguardanti la giurisdizione dei territori ceduti a Ercole sorsero negli anni successivi e nel 1488 Ludovico il Moro intervenne per precisare che i feudi, pur essendo stati investiti agli Este, erano soggetti al territorio di Parma; ciò non bastò ad appianare la questione riguardante il pieno possesso delle terre lungo l'Enza e nel 1512 il papa Giulio II, in qualità di Signore di Parma, decretò che la giurisdizione di quelle zone, soggette alla diocesi di Parma, doveva rimanere parmense. Gli Estensi si opposero, considerando i territori parte integrante del Ducato di Ferrara. La contesa proseguì anche in epoca farnesiana.
Nel 1596 il duca Alfonso II d'Este investì dei feudi di Scurano, Bazzano e Pianzo il conte Ugo Pepoli, la cui famiglia ne mantenne i diritti fino al 1614.
Nel 1633 il duca Francesco I d'Este assegnò al marchese Gaspare Gherardini i feudi di Scurano e Bazzano, ai quali furono aggiunte nel 1652 San Polo e nel 1750 Pianzo; i Gherardini mantennero l'investitura fino al 1796.
Il territorio scuranese fu quindi annesso alla Repubblica Cisalpina e nel 1809 Scurano divenne comune autonomo unitamente a Bazzano. Nel 1811 il confine tra il dipartimento del Taro a ovest e il Regno d'Italia a est fu fissato lungo l'Enza, perciò le due località furono riassegnate al territorio parmense. Tuttavia, in seguito alla caduta dell'Impero francese e alla Restaurazione, il 2 marzo 1816 la situazione fu ripristinata come in precedenza e i due territori tornarono a far parte del Ducato di Modena e Reggio.
Nel 1848, per effetto del trattato di Firenze del 1844, il confine tra i ducati di Parma e Modena fu ristabilito lungo il corso dell'Enza; in tal modo Bazzano e Scurano rientrarono in territorio parmense e divennero frazioni del comune di Neviano degli Arduini.

## Monumenti e luoghi d'interesse

### Pieve dei Santi Ippolito e Cassiano

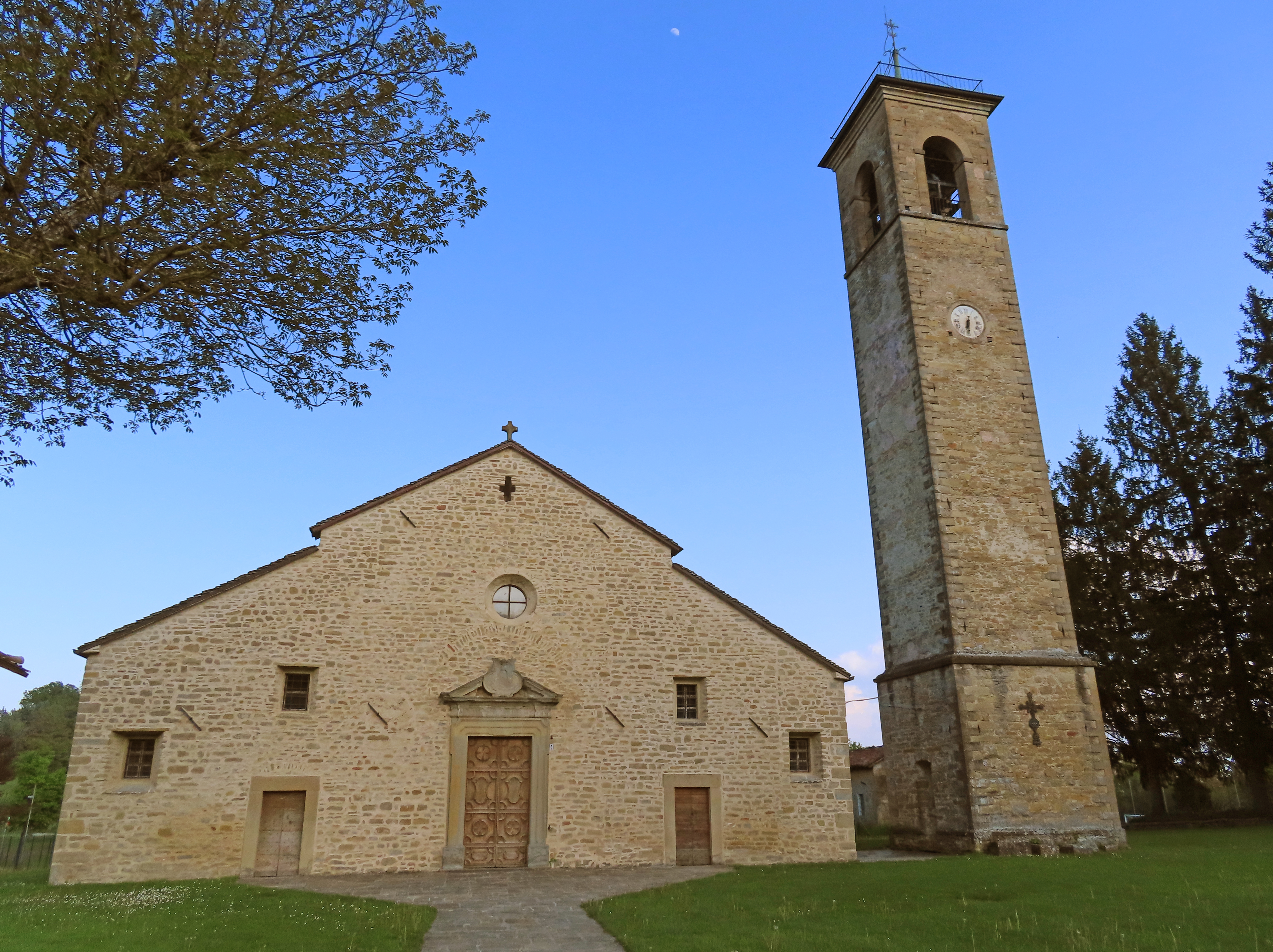
Pieve dei Santi Ippolito e Cassiano

Edificata entro il 1111, la pieve romanica, menzionata per la prima volta nel 1230, fu profondamente modificata agli inizi del XVIII secolo, aggiungendo le navatelle laterali e le cappelle e realizzando la volta a botte lunettata sulla navata centrale; affiancata dal campanile tra il 1832 e il 1838, fu lesionata dal terremoto del 1920 e successivamente risistemata; modificata nella zona absidale per accogliere l'organo acquistato nel 1910 dalla chiesa di San Pietro di Parma, nel 1932 fu affrescata internamente; danneggiata dalle scosse del 1983 e del 2008, fu in seguito restaurata e rinforzata strutturalmente. L'edificio, sviluppato su una pianta a tre navate affiancate da cappelle laterali, presenta una facciata a salienti in pietra, caratterizzata dal portale d'ingresso principale delimitato da una cornice e un frontone spezzato del 1751; all'interno alcuni pilastri mostrano tracce di affreschi cinquecenteschi rappresentanti santi; di particolare pregio risulta la pala d'altare raffigurante la Madonna col Bambino e i santi Ilario e Antonio, dipinta nel 1514 da Pier Ilario e Michele Mazzola, zii del Parmigianino.

### Sacello di Sant'Antonio da Padova
Eretto probabilmente nel 1904 sul luogo di una piccola maestà, il sacello neoclassico, posto in località Mercato, presenta una facciata a capanna in pietra, delimitata da due lesene a sostegno del frontone triangolare di coronamento, al cui centro è posta una formella marmorea datata 1904; nel mezzo si apre l'ampio portale d'ingresso ad arco a tutto sesto; all'interno sono collocati vari ex voto.

### Sacello di San Giovanni Battista
Eretto nel 1860 per volontà di Giovanni Battista Mazzini, il sacello, posto in località Canale, fu restaurato nel 1948 per volere di Giovanni e Pietro Mazzini; la facciata a capanna, rivestita in pietra, presenta un ampio portale ad arco a tutto sesto, sormontato da una piccola formella marmorea raffigurante Sant'Antonio da Padova; all'interno è collocato un quadro rappresentante Sant'Antonio da Padova che rende omaggio alla Vergine Addolorata.

### Bastia Fattori

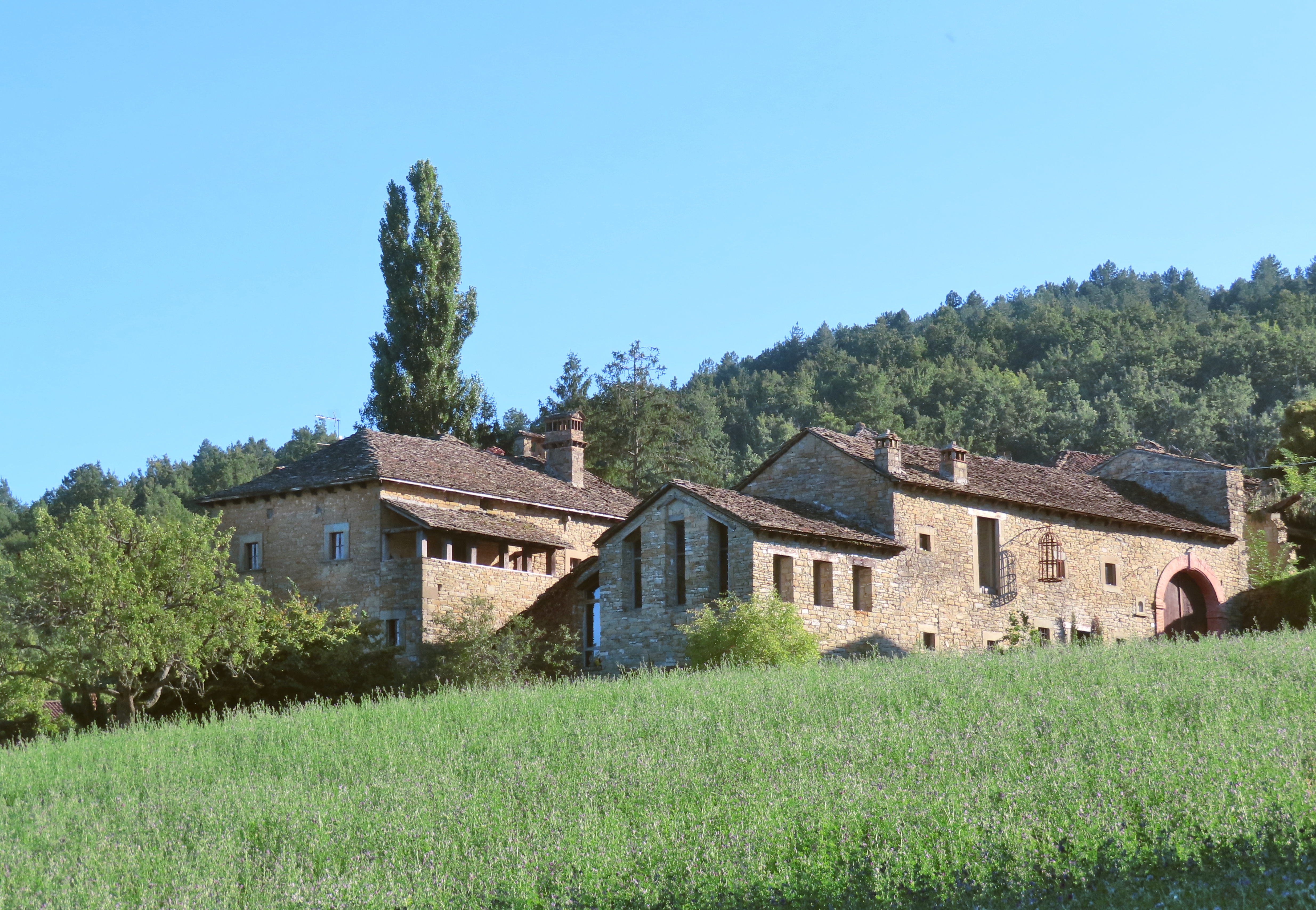
Bastia Fattori

Edificata entro il XIV secolo dai Da Correggio, la fortificazione originaria, posta in località Pozzolo alle pendici del monte Castellaro, fu distrutta nel 1403 dalle truppe di Ottobuono de' Terzi; dopo la riconquista del territorio da parte di Galasso Da Correggio nel 1409, sulle rovine fu costruita per suo volere una possente torre difensiva, demolita nel 1479 per volere di Ludovico il Moro; in seguito alla cessione della zona al duca Ercole I d'Este, sui resti fu probabilmente eretta su suo ordine una bastia, affidata ai Fattori in qualità di castellani; interamente ristrutturata nel XVII secolo, la struttura fu in seguito frazionata tra vari proprietari. Il complesso, sviluppato intorno a un cortile centrale a pianta rettangolare, è costituito da una serie di edifici in pietra, di forme e altezze diverse, dominati da due torri; l'ala nobile presenta un loggiato seicentesco retto da colonne in pietra, aggiunto nel 1693; all'esterno sorge l'oratorio dell'Addolorata, costruito in forme barocche nel 1696 da Carlo Fattori.

### Corte Baroni

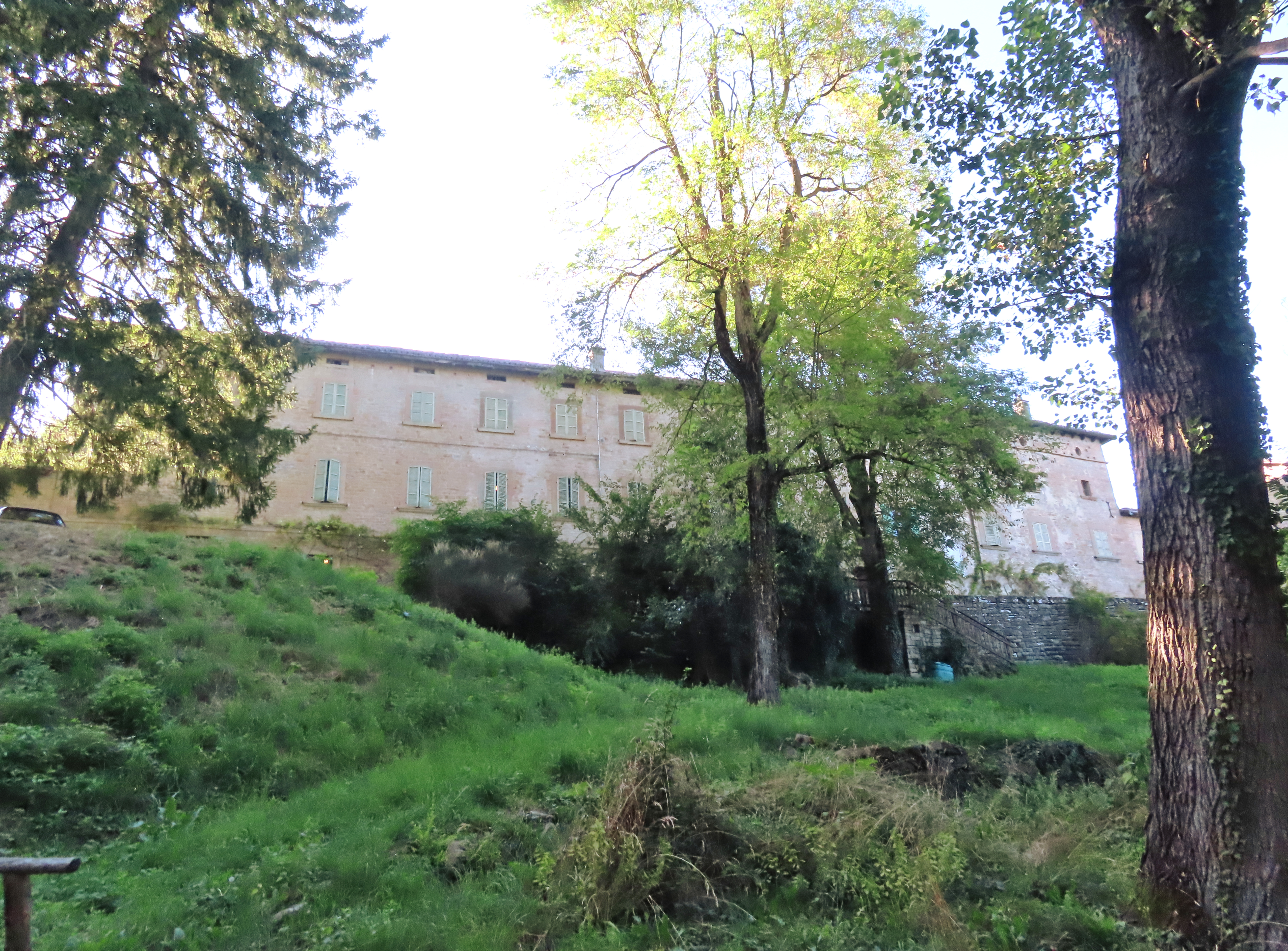
Corte Baroni

Edificata entro il XV secolo, la corte, situata in località Sarignana, fu affiancata nel 1508 dall'oratorio, eretto per volere di Egidio Gigli; successivamente acquisita dalla famiglia Baroni, fu interamente restaurata alla fine del XX secolo. Il grande palazzo padronale in stile rinascimentale, sviluppato intorno a una corte rettangolare, è rivestito in pietra ed è circondato da una cinta muraria, accessibile attraverso alcuni portali ad arco; sul retro si ergono gli edifici annessi, tra cui una torre colombaia; all'estremità nord-est si trova l'oratorio di San Giacomo, caratterizzato dalla facciata a capanna, al cui centro si apre il portale d'ingresso delimitato da una cornice modanata in arenaria e sormontato da un frontone spezzato e, più in alto, da una finestra incorniciata.

### Corte Mazzini

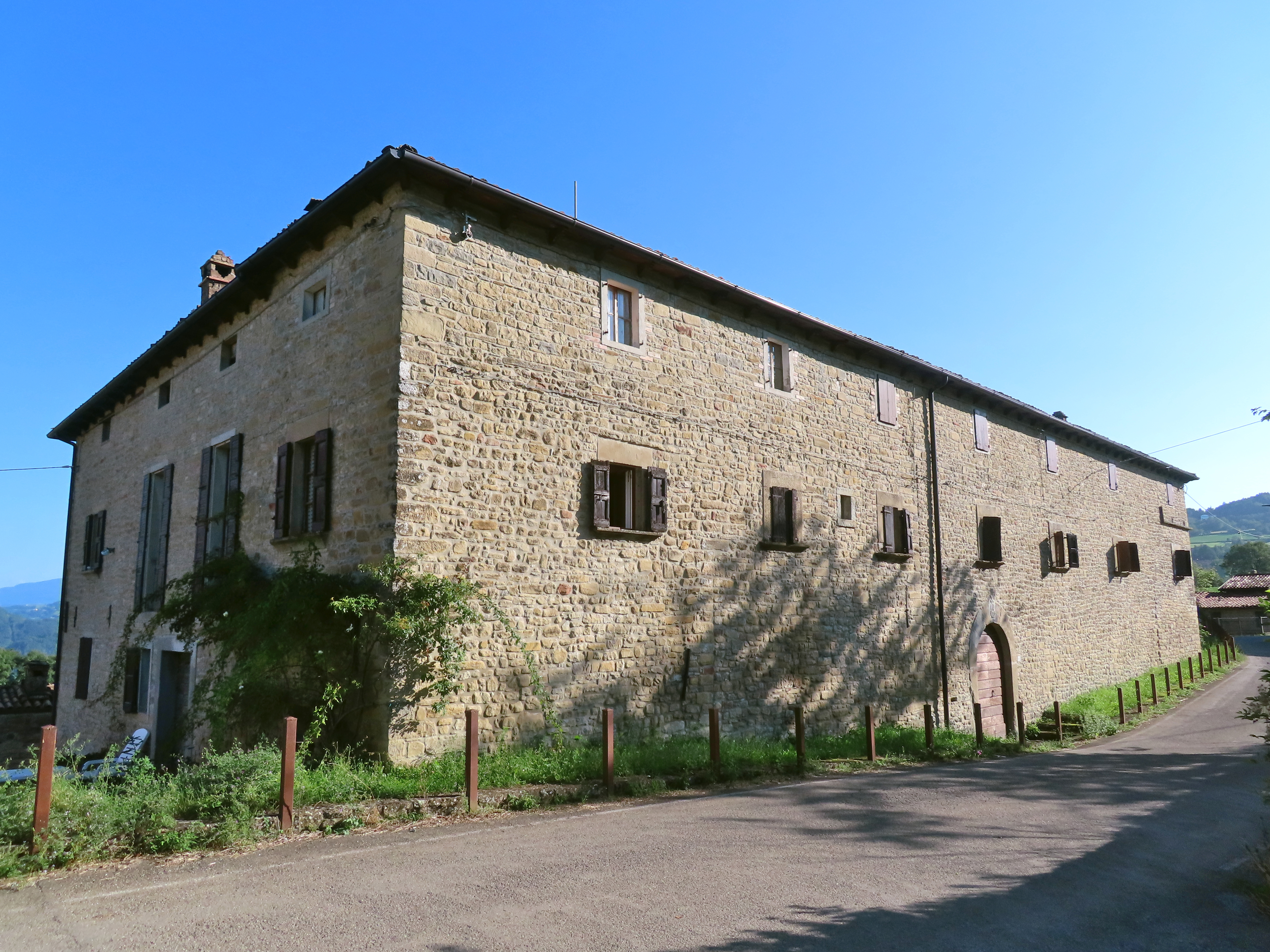
Corte Mazzini

Edificata nel XVI secolo, la corte, collocata in località Canale, fu ampliata nei secoli successivi e parzialmente modificata nel XX secolo. La struttura, sviluppata su una pianta a U affacciata verso il lago, è interamente rivestita in pietra e presenta sulla facciata un portale d'ingresso ad arco a tutto sesto, risalente al 1666; nel corpo di fabbrica a lato della strada sono presenti alcune finestre e una bifora cinquecentesche, oltre ad alcuni portali seicenteschi e a un architrave medievale di reimpiego, ornato con bassorilievi fitomorfi e zoomorfi.

### Edificio quattrocentesco

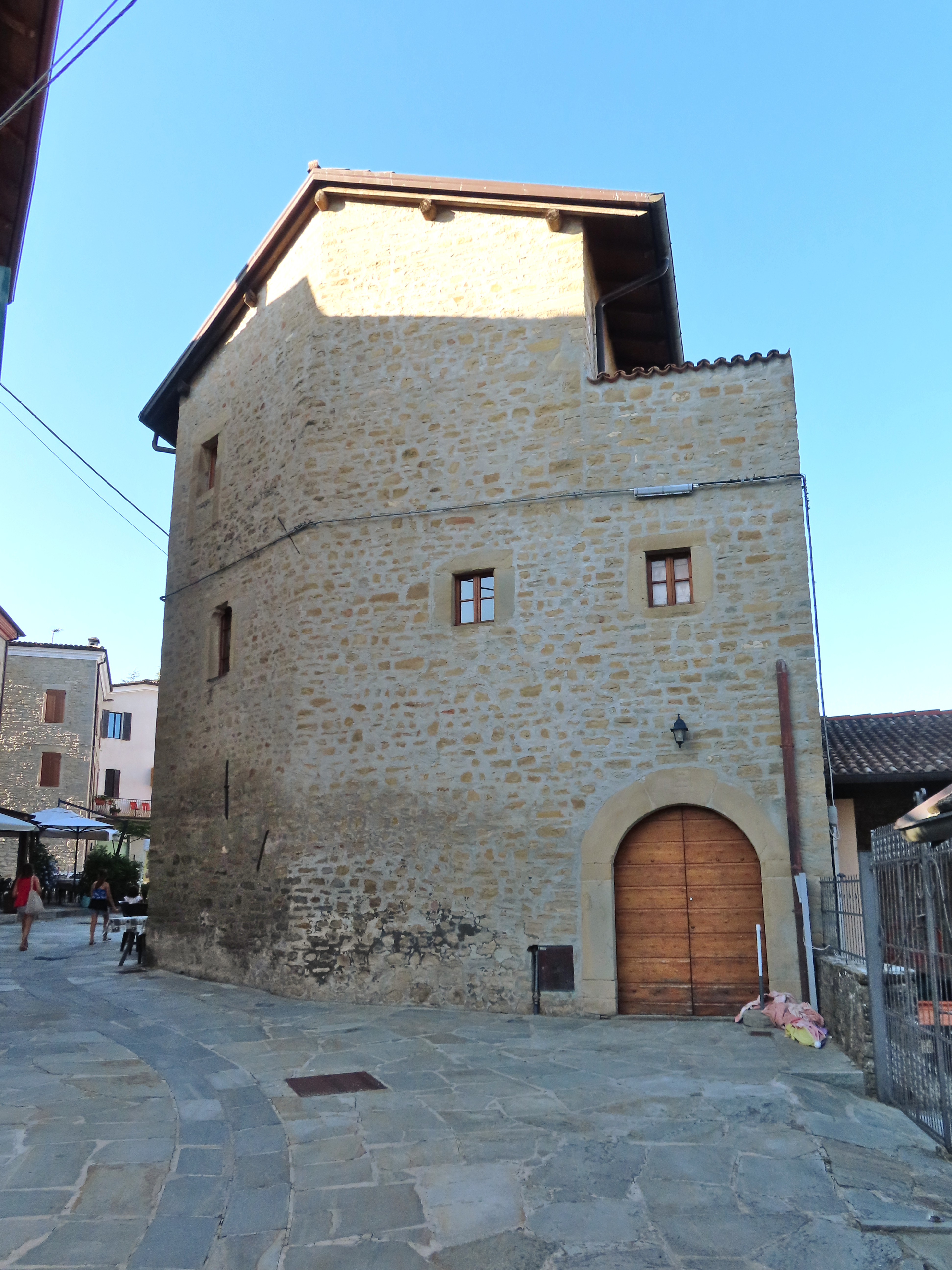
Edificio quattrocentesco in piazza Mercato

Costruito nel XV secolo, l'edificio, affacciato sulla centrale piazza del Mercato, fu restaurato alla fine del XX secolo. Il fabbricato, interamente rivestito in pietra, presenta nel prospetto laterale un portale in arenaria ad arco a tutto sesto, scolpito in chiave di volta con un monogramma di Cristo e con la data 1497; più in alto si aprono due piccole finestre coeve, delimitate da cornici.

### Mulino delle Latte
Costruito a più riprese agli inizi del XIX secolo dalla famiglia Gigli forse sul luogo di una precedente struttura, il mulino ad acqua, collocato in località Braia, rimase in funzione fino all'incirca al 1970, per poi essere abbandonato. L'edificio in pietra, sviluppato su una pianta a L, è costituito da tre corpi di fabbrica a quote diverse, uniti tra loro; mentre al livello intermedio, eretto nel 1807, era posta l'abitazione del mugnaio, agli altri due si trovavano gli impianti di molitura e gli ambienti di servizio, oltre alle stalle destinate agli animali da soma; sul lato sud si trovavano tre ruote, alimentate da un piccolo ruscello canalizzato.

## Geografia antropica
La frazione risulta composta da nove principali nuclei abitati distinti, oltre al borgo principale di Mercato: Quinzo, Canale, Pozzo, Sarignana, Formiano, Case Fantini, Neda, Ariolla e Costola.